# José Mendoza y Almeida
Pour les articles homonymes, voir Mendoza.
José Mendoza y Almeida (né le 14 octobre 1926 à Sèvres, mort le 26 mars 2018 à Sèvres ,) est un graphiste, calligraphe et créateur de caractères typographiques français. Il a notamment créé les polices Mendoza, Photina, Pascal, Fidelio et Sully Jonquières.

## Biographie
Selon Jean-François Porchez, « José Mendoza est le chaînon indispensable entre la typographie des années 1950 en France (si longtemps reniée par nos graphistes francophones) et les jeunes générations ».
Au début des années 1950, il travaille avec Maximilien Vox, et de 1954 à 1959, il est l'assistant de Roger Excoffon au sein de la fonderie Olive à Marseille. Il assistera ce dernier pour la création des caractères typographiques Banco, Choc, Mistral, Calypso et Antique Olive. Il dessinera également le logo de la société Air France en Antique Olive Nord.
Après avoir travaillé pour les plus grandes fonderies comme la Fonderie Amsterdam, Monotype Corporation, International Typeface Corporation (ITC), il a enseigné la typographie à l'Atelier national de création typographique (ANCT) de l'Imprimerie nationale de Paris de 1985 à 1990. Franck Jalleau était l'un de ses élèves.

## Caractères créés par José Mendoza y Almeida
- Ogam (1954)
- Sèvres (1955)
- Narval (1956)
- Full (1957)
- Scope (1957)
- Pascal (1959)
- Yerma (1970)
- Ergo (1971)
- Photina (1972)
- Mendoza (1975)
- Père Castor (1975)
- Séquana (1975)
- Fidelio (1980)
- Brennus (1980)
- Sully-Jonquières (1980)
- ITC Mendoza Roman (1991)
- Convention (1991)